# Filipijnse tapijtschelp
De Filipijnse tapijtschelp (Ruditapes philippinarum, synoniem Venerupis philippinarum) is een tweekleppigensoort uit de familie van de Venusschelpen (Veneridae). De wetenschappelijke naam van de soort werd in 1850 voor het eerst geldig gepubliceerd door Arthur Adams en Lovell Augustus Reeve.

## Kenmerken
De Filipijnse tapijtschelp is een tweekleppig weekdier dat 7,5 cm lang en 3,5 cm breed kan worden. Ze leeft in zout water en kan overleven in temperaturen van 0° tot 35° C.
De kleur kan variëren van geelwit of geelbruin tot bruin. Dikwijls is de schelp gevlekt. De binnenzijde van de schelp kan gaan van lila, tot donkerpaars en okergeel. De dikke schelpen zijn sterk gegroefd met een ruitvormige structuur (traliewerksculptuur). De vorm is ovaal tot rechthoekig. De top of umbo ligt een stuk weg van het midden en is gebogen. Ook als de schelp gesloten is, blijft er een kleine opening tussen de kleppen. Ze voeden zich door via twee buisjes organisch materiaal en plankton uit zeewater te filteren.
De Filipijnse tapijtschelp lijkt enigszins op andere tapijtschelpen, maar kan er toch snel van onderscheiden worden. De meeste gelijkenis wordt vertoond met de geruite tapijtschelp (Ruditapes decussatus).

## Kweek en consumptie
De Filipijnse tapijtschelp is eetbaar en wordt ook gekweekt voor de consumptie. De schelpen zijn eenslachtig (ofwel mannelijk ofwel vrouwelijk). Via hogere temperaturen en overvloedig voedsel wordt de voortplanting gestimuleerd. Na 2 à 3 jaar zijn ze ongeveer 40 mm groot.
Ze worden levend verkocht en ofwel rauw gegeten ofwel verwerkt in gekookte gerechten.

## Leefgebied
De Filipijnse tapijtschelp heeft een breed inheems verspreidingsgebied van de zuidelijke Koerilen- en Sachalin-eilanden in Rusland tot India, Sri Lanka en Japan en de Filipijnen. Het is geïntroduceerd in Hawaï, de westkust van Noord-Amerika, Europa, de Middellandse Zee, Tahiti en Fiji. Ze leeft vooral in litoraal en sublitoraal water, waar ze zich 2 tot 4 cm ingraaft. Soms hecht ze zich ook vast aan andere structuren zoals mosselbanken.

## Exoot
De soort leeft van nature in Azië, doch verspreidt zich ook in Europa en elders. In Noord-Amerika wordt ze onder meer gevonden tussen Brits-Columbia en Californië. Ze werd er reeds rond 1930 met oesterbroed geïntroduceerd. In Europa kwam ze in 1972 binnen via Frankrijk en even later Spanje. In 1983 werd ze uitgezet in Italië. Intussen wordt de soort in vele Europese landen gevonden, waaronder België en Nederland. In Nederland werd ze voor het eerst officieel waargenomen in de Oosterschelde in 2008. Ze werd vooral rond Yerseke en Gorishoek gevonden, wat kan wijzen op import via oester- of mosselbroed. Intussen is ze door heel Zeeland verspreid.
Door de massale verspreiding en de mogelijke impact op het planktonbestand en de inheemse soorten wordt de Filipijnse tapijtschelp beschouwd als een invasieve soort. Voor Nederland (omgeving Yerseke) kreeg de soort een ISEIA-score van 10. De ISEIA-score geeft een schatting van de impact van een exotische soort op de omgeving. De hoogste scores – 11 en 12 – plaatsen soorten op een zwarte lijst. De tussenscores 9 en 10, toegekend aan de Filipijnse tapijtschelp, plaatsen soorten op een watch list.

## Synoniemen
De soort werd onder verschillende andere namen beschreven: Ruditapes philippinarum, Tapes philippinarum, Tapes semidecussata, Tapes japonica, Venerupis semidecussata, Venerupis japonica, Ruditapes semidecussata. In het Nederlands zijn ook de namen Aziatische tapijtschelp, Exotische tapijtschelp en Japanse tapijtschelp synoniem.